# Der Jude von Malta
Der Jude von Malta (The Jew of Malta) ist ein Drama des englischen Dramatikers Christopher Marlowe (1564–1593) nach italienischen Quellen aus der Zeit des Machiavelli.

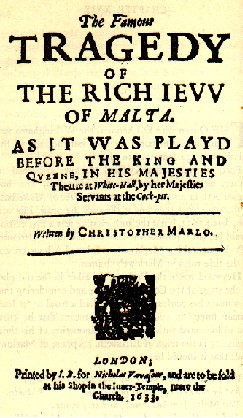
Titelblatt der Quarto-Ausgabe von The Rich Jew of Malta, 1633

Der genaue Zeitpunkt der Entstehung des Werkes ist unklar; wahrscheinlich wurde es zwischen 1589 und 1592 verfasst. Die erste dokumentierte Aufführungen des Stückes fand am 26. Februar 1592 durch die Schauspieltruppe der Lord Strange’s Men am Rose Theatre in Southwark statt, mit Edward Alleyn in der Hauptrolle. Nach den Aufzeichnungen von Philip Henslowe wurde The Jew of Malta in den folgenden vier Jahren 36-mal gespielt und war somit offensichtlich beim damaligen Publikum sehr beliebt.
Im Mai 1594 wurden die Druckrechte für das Stück unter dem Titel the famouse tragedie of the Riche Jewe of Malta von Nicholas Ling und Thomas Millington im Stationers’ Register eingetragen. Erhalten geblieben ist jedoch nur eine frühe Quarto-Ausgabe des Werkes von 1633 unter dem vollständigen Titel The Famous Tragedy of the Rich Jew of Malta mit zwei Prologen und zwei Epilogen in Versform von Thomas Heywood. Die Textfassung dieser Ausgabe beruht wahrscheinlich nicht auf einem autographen oder autornahen Manuskript und enthält zahlreiche nachträgliche Änderungen oder Überarbeitungen, möglicherweise durch Heywood. Vorherige Drucke des Werkes sind nicht bekannt oder überliefert; auch die Frage nach den spezifischen Quellen und Vorlagen für Marlowes Drama lässt sich heute nicht mehr mit hinreichender Sicherheit klären.
Das Werk behandelt exemplarisch den Konflikt der drei monotheistischen Weltreligionen, den auch Lessing zur Zeit der Aufklärung in der deutschen Literatur in seinem Schauspiel Nathan der Weise deutete. Im Unterschied zu Lessing galt die Tragödie Der Jude von Malta von Marlowe lange Zeit bei Kritikern als antisemitisch, war als negatives Beispiel für den Umgang der drei Religionen miteinander jedoch immer wieder aktuell. Neuere Aufführungen erfolgten u. a. auf amerikanischen, britischen und deutschen Bühnen, wobei das Stück in jüngeren Inszenierungen verstärkt als eine provokative Parodie oder satirische Farce Marlowes auf das stereotype und vorurteilsgeprägte Bild des Juden begriffen wird.

## Handlung
Dem Drama vorangestellt ist ein Prolog, in dem der italienische Staatsphilosoph Machiavelli auftritt. Dieser verweist allgemein auf den rücksichtslosen Gebrauch der Macht durch die Protagonisten des anschließenden Dramas, hat aber sonst keinen direkten Bezug zur weiteren Handlung:
Der osmanische Herrscher lässt einen langjährigen Tribut bei der Bevölkerung von Malta einfordern. Da diese den horrenden Tribut nicht zahlen kann, werden die reichen Juden der Insel zur Bezahlung verpflichtet. Barabas, der reichste Jude Maltas, weigert sich und der Gouverneur Farnese befiehlt, seinen Besitz zu konfiszieren; sein Besitztum wird ein Kloster für katholische Nonnen. Empört über den Raub seines Vermögens, fängt Barabas ein raffiniertes Komplott an, um den Gouverneur zu entmachten. Er drängt seine Tochter Abigail, als Nonne in das Kloster zu gehen und einen verborgenen Schatz zu rauben, den er für Fälle der Not in seinem Haus versteckt hatte. Barabas kommt dank seiner Tochter wieder zu Geld. Skrupellos betrügt er den Geliebten seiner Tochter, der bei einem Duell getötet wird, und ermordet dann auch den Täter, begeht Massenmord an katholischen Nonnen und Priestern und vergiftet seinen ergebenen türkischen Hausgehilfen Ithamore. Barabas entgeht der Strafe, indem er verschwindet und den Türken bei der Eroberung Maltas hilft. Er führt den osmanischen Trupp durch einen geheimen Gang in die Stadt, die erobert wird. Die Türken ernennen Barabas nun zum Gouverneur. Er bietet nun seinem Vorgänger, dem Gouverneur Farnese, Waffenhilfe gegen die muslimische Besetzung an. Aber dieser erkennt die hinterhältigen Ränke des Juden und lässt ihn verhaften. Barabas, angeklagt wegen seiner Verbrechen, stürzt in das kochende Wasser des Kessels, in dem verurteilte Türken umgebracht werden sollten. Vergeblich ruft er nun die Christen um Hilfe. Die christlichen Kreuzritter siegen letztlich. Malta wird zerstört.

## Charaktere
- Barabas, der Jude von Malta, ist ein Kaufmann, der mehr Vermögen als all die reichen Christen in Malta besitzt. Er wird als abgefeimt und zynisch, blutrünstig und berechnend, habgierig und heuchlerisch, intelligent und intrigant dargestellt. Barabas ist ein Mensch ohne Gewissen und ohne Glauben, ein gemeingefährlicher Charakter, der in seinem Handeln nur nach Macht und Reichtum strebt. Er ist damit eine stark von antisemitischen Vorurteilen inspirierte Figur.
- Ithamore ist ein junger Thrakier, ein ehemaliger Sklave, den Barabas dem spanischen Vizeadmiral abgekauft hat. Er wird ein ergebener Gehilfe seines Dienstherrn Barabas und eifert ihm bei allen Schandtaten gewissenlos nach. Er verrät seinen Herrn letztlich und wird von ihm getötet.
- Farnese, der Gouverneur von Malta, ist Barabas' größter Gegner. Er ist Christ, gesetzestreu, aber skrupellos, was seine Interessen betrifft. Er stellt sich als Hüter der öffentlichen Ordnung dar und ist im Wesentlichen ein frommer Heuchler. „Mit Blut beflecken wir uns nicht, das wäre gegen unseren Glauben“, sagt der Christ, als er den Juden enteignet, um den Muslim zu bekämpfen. Er ist damit eine stark von antichristlichen Vorurteilen inspirierte Figur.
- Abigail, die schöne Tochter von Barabas, wurde von ihrem Vater dem Don Lodowick versprochen. Sie aber liebt den edlen Mathias und wird seinetwegen Nonne. Abigail wird von Ithamore im Auftrag des Vaters vergiftet. Barabas bedauert den Tod seiner Tochter nicht, weil sie sich als Jüdin zum Christentum bekannte.
- Selim Calimath, der Sohn des Osmanenherrschers, erobert mit Hilfe Barabas die Stadt und wird gefangen genommen. Farnese, der Gouverneur, bewahrt ihn vor dem Tode, behält ihn jedoch im Gefängnis.
- Martin del Bosco, Vizeadmiral von Spanien, treibt die christlichen Ritter zum Kampf gegen die Türken.
- Bellarmina, eine Kurtisane, gewährt Ithamore eine Liebesstunde und erfährt von ihm, dass er und Barabas gemordet haben. Sie hinterbringt diese Neuigkeit dem Gouverneur Farnese.

## Stil und Sprachform
Christopher Marlowe schuf das Versdrama in Blankversen. Der Blankvers besteht aus fünfhebigen Jamben wie im folgenden Beispiel gezeigt wird: My name is Barabas. I am a Jew.

## Einzelausgaben
- Christopher Marlowe: The Jew of Malta. Hrsg. von David Bevington. Manchester University Press, New York 1997, ISBN 0-7190-5180-0.
- Christopher Marlowe: The Jew of Malta. Hrsg. von T. N. R. Rogers. Dover Thrift Edition. Dover Publications, Mineola, New York 2003, ISBN 0-486-43184-3.

## Deutsche Übersetzungen
- Eduard von Bülow
- Erich Fried
- Elfriede Jelinek und Karin Rausch

## Adaption
Kammeroper von Andre Werner, uraufgeführt 2002 zur 8. Biennale München

## Belege
1. ↑  Bruce E. Brandt: The Critical Backstory. In: Robert A. Logan (Hrsg.): The Jew of Malta - A Critical Reader. The Arden Shakespeare, London 2013, ISBN 978-1-4081-9154-5, S. 1.
2. ↑  David Bevington, Eric Rasmussen (Hrsg.): Doctor Faustus and Other Plays. Oxford University Press, 1995, ISBN 0-19-283445-2, Introduction. S. XXVIIIff. Siehe auch Bruce E. Brandt: The Critical Backstory. In: Robert A. Logan (Hrsg.): The Jew of Malta - A Critical Reader. The Arden Shakespeare, London 2013, ISBN 978-1-4081-9154-5, S. 3ff. Ein Großteil der Editoren vermutet, dass dem Druck von 1633 ein Theatermanuskript (prompt book) oder eine Abschrift davon zugrunde gelegen haben könnte; einige Marlowe-Forscher nehmen allerdings an, dass die Druckvorlage der Quarto-Ausgabe von 1633 auf die Abschrift eines eigenhändigen Manuskripts von Marlowe zurückgeführt werden könne.
3. ↑  Robert A. Logan (Hrsg.): The Jew of Malta - A Critical Reader. The Arden Shakespeare, London 2013, ISBN 978-1-4081-9154-5, Introduction. S. If. Vgl. zu möglichen Quellen oder Inspirationen für das Werk auch den dort enthaltenen Beitrag von Bruce E. Brandt: The Critical Backstory. S. 5ff. Vgl. ebenso T. N. R. Rogers (Hrsg.): Christopher Marlowe: The Jew of Malta. Dover Thrift Edition. Dover Publications, Mineola, New York 2003, ISBN 0-486-43184-3 Introduction, S. Vf. Siehe zur Werkgeschichte und Datierung auch die Angaben in der Rezension von Charles Nicholl The Jew of Malta – antisemitic or a satire on antisemitism?. In: The Guardian. 27. März 2015. Abgerufen am 19. Mai 2017.
4. ↑  Vgl. beispielsweise die Rezension von Charles Nicholl anlässlich einer Neuaufführung des Werkes durch die Royal Shakespeare Company im März 2015: The Jew of Malta – antisemitic or a satire on antisemitism? In: The Guardian. 27. März 2015. Abgerufen am 19. Mai 2017. Siehe ebenso die Kritik von Peter J. Smith: The Jew of Malta, by Christopher Marlowe. In: The Times. 2. April 2015. Abgerufen am 19. Mai 2017.